# Kalanchoe jongmansii
Kalanchoe jongmansii ist eine Pflanzenart der Gattung Kalanchoe in der Familie der Dickblattgewächse (Crassulaceae).

## Beschreibung

### Vegetative Merkmale
Kalanchoe jongmansii ist eine ausdauernde, polymorphe, reich von der Basis aus verzweigte und Büschel bildende Pflanze, die Wuchshöhen von 50 bis 100 Zentimeter erreicht. Ihre kräftigen, aufrechten Triebe sind holzig und weisen einen Durchmesser von bis zu 2 Zentimeter auf. Die an den Triebspitzen gedrängten, sitzenden, kahlen, sehr dicken, fleischigen, stabilen Laubblätter sind bereift und wachsartig grau. Ihre verkehrt eiförmige-spatelige oder halbzylindrische Blattspreite ist 3 bis 11 Zentimeter lang und 0,8 bis 2,5 Zentimeter breit. Ihre Spitze ist stumpf bis keilförmig, die Basis allmählich verschmälert. Der Blattrand ist ganzrandig. 

### Generative Merkmale
Der Blütenstand besteht aus kleinen, sehr dichten Rispen und ist 2 bis 5 Zentimeter lang. Der steif aufrechte Blütenstandsstiel erreicht eine Länge von 8 bis 25 Zentimeter. Die aufrechten Blüten stehen an fleischigen, roten drüsig-haarigen, 2,5 bis 6 Millimeter langen Blütenstielen. Der grüne Kelch ist weich drüsig-haarig, die Kelchröhre 0,2 bis 1,4 Millimeter lang. Die eiförmig-dreieckigen Kelchzipfel weisen eine Länge von 1,2 bis 3,5 Millimeter auf und sind etwa 2 Millimeter breit. Die urnenförmige Blütenkrone ist kahl bis drüsig haarig, weiß, gelblich, rosafarben bis matt rötlich. Die Kronröhre ist 2,5 bis 5 Millimeter lang. Ihre länglich verkehrt eiförmigen Kronzipfel weisen eine Länge von 3,5 bis 6 Millimeter auf und sind ebenso breit. Die Staubblätter sind oberhalb der Mitte der Kronröhre angeheftet und ragen nicht aus der Blüte heraus. Die nierenförmigen Staubbeutel sind 0,8 bis 1 Millimeter lang. Die linealisch-dreieckigen Nektarschüppchen weisen eine Länge von 1,7 bis 2,5 Millimeter auf und sind 0,8 bis 1,2 Millimeter breit. Das Fruchtblatt weist eine Länge von 1,2 bis 1,9 Millimeter auf. Der Griffel ist 1,2 bis 1,9 Millimeter lang.
Die verkehrt eiförmigen Samen erreichen eine Länge von etwa 1,5 Millimeter.

## Systematik und Verbreitung
Kalanchoe jongmansii ist in Zentral-Madagaskar auf Felsen verbreitet.
Die Erstbeschreibung durch Raymond-Hamet und Henri Perrier de La Bâthie wurde 1914 veröffentlicht. Es werden folgende Varietäten unterschieden:
- Kalanchoe jongmansii subsp. jongmansii
- Kalanchoe jongmansii subsp. ivohibensis Humbert

## Nachweise